# Москеро (Нью-Мексико)
Москеро (англ. Mosquero) — селище (англ. village) в США, в округах Гардінґ і Сан-Мігель штату Нью-Мексико. Населення — 98 осіб (2020).

## Географія
Москеро розташоване за координатами 35°46′28″ пн. ш. 103°57′16″ зх. д. / 35.77444° пн. ш. 103.95444° зх. д. (35.774310, -103.954413).  За даними Бюро перепису населення США в 2010 році селище мало площу 2,58 км², уся площа — суходіл.

## Демографія
Згідно з переписом 2010 року, у селищі мешкали 93 особи в 52 домогосподарствах у складі 28 родин. Густота населення становила 36 осіб/км².  Було 74 помешкання (29/км²).
Расовий склад населення:
| - 84,9 % — білих - 1,1 % — корінних американців - 12,9 % — осіб інших рас |

До двох чи більше рас належало 1,1 %. Частка іспаномовних становила 57,0 % від усіх жителів.
За віковим діапазоном населення розподілялося таким чином: 9,7 % — особи молодші 18 років, 47,3 % — особи у віці 18—64 років, 43,0 % — особи у віці 65 років та старші. Медіана віку мешканця становила 61,2 року. На 100 осіб жіночої статі у селищі припадало 93,8 чоловіків;  на 100 жінок у віці від 18 років та старших — 100,0 чоловіків також старших 18 років.
Середній дохід на одне домашнє господарство  становив 43 858 доларів США (медіана — 36 250), а середній дохід на одну сім'ю — 50 421 долар (медіана — 46 667). Медіана доходів становила 33 750 доларів для чоловіків та 45 313 долари для жінок. За межею бідності перебувало 5,8 % осіб, у тому числі 0,0 % дітей у віці до 18 років та 15,4 % осіб у віці 65 років та старших.
Цивільне працевлаштоване населення становило 17 осіб. Основні галузі зайнятості: публічна адміністрація — 23,5 %, будівництво — 23,5 %, освіта, охорона здоров'я та соціальна допомога — 17,6 %, виробництво — 11,8 %.